# Bernsdorf (Oberlausitz)
Bernsdorf, (Sorbisch:Njedźichow), is een gemeente en plaats in de Duitse deelstaat Saksen. De gemeente maakt deel uit van het Landkreis Bautzen.
Bernsdorf telt 6.422  inwoners (2019).
Tot Bernsdorf behoren de stadsdelen Waldhof (sinds 1950), Zeißholz (sinds 1994), Großgrabe (sinds 1997) en Straßgräbchen (sinds 2007).

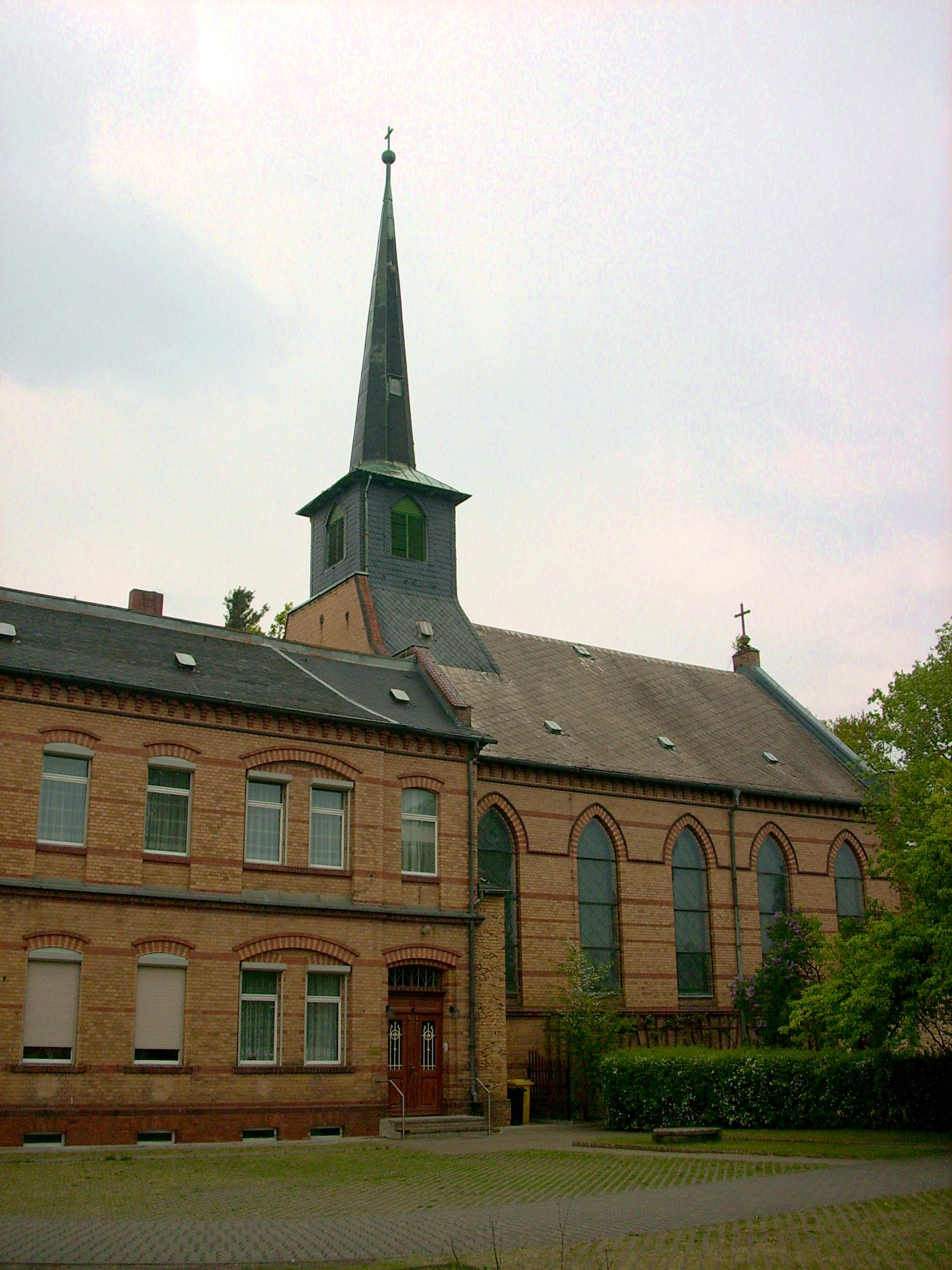
Kerk in Bernsdorf
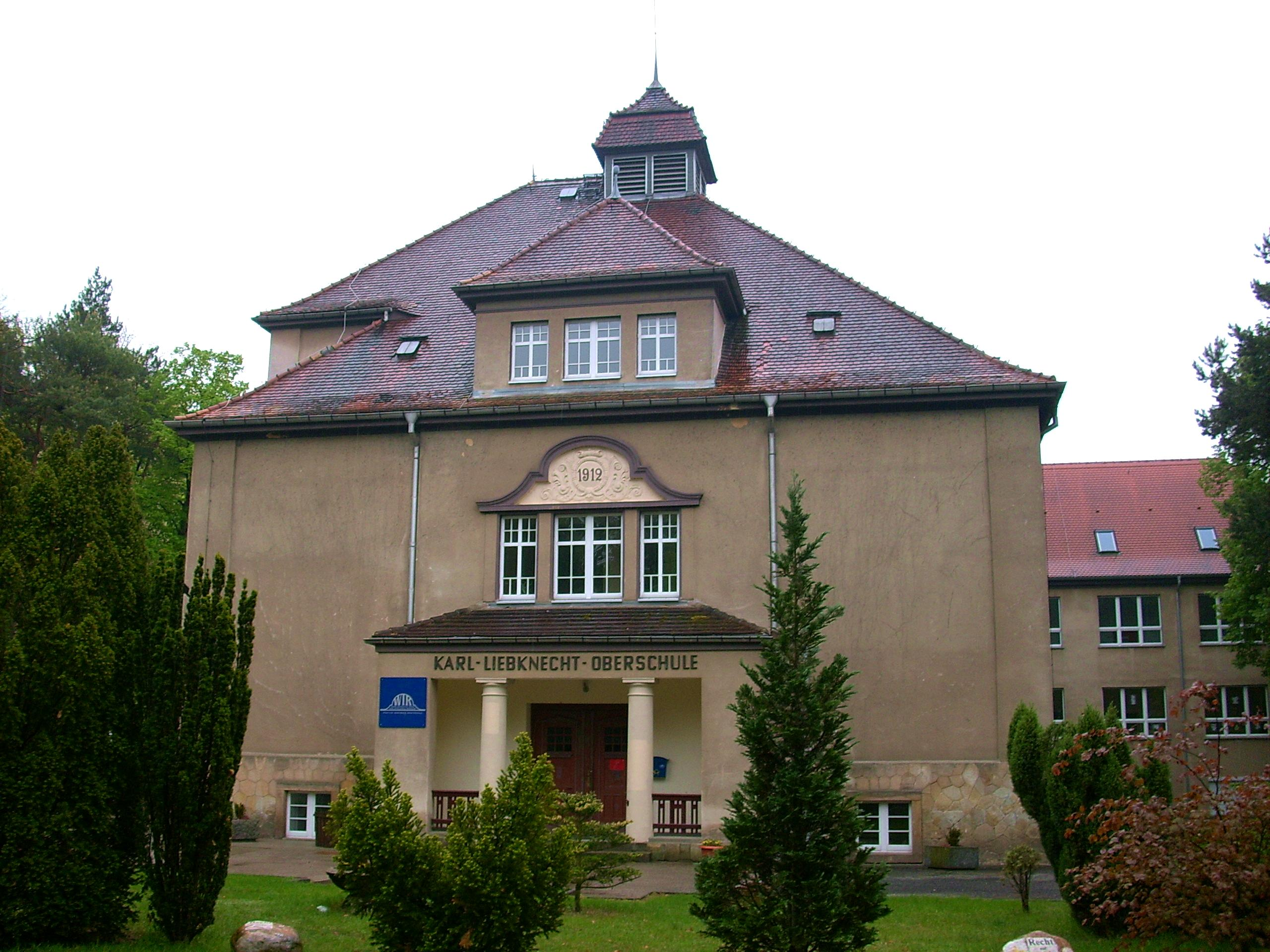
School in Bernsdorf
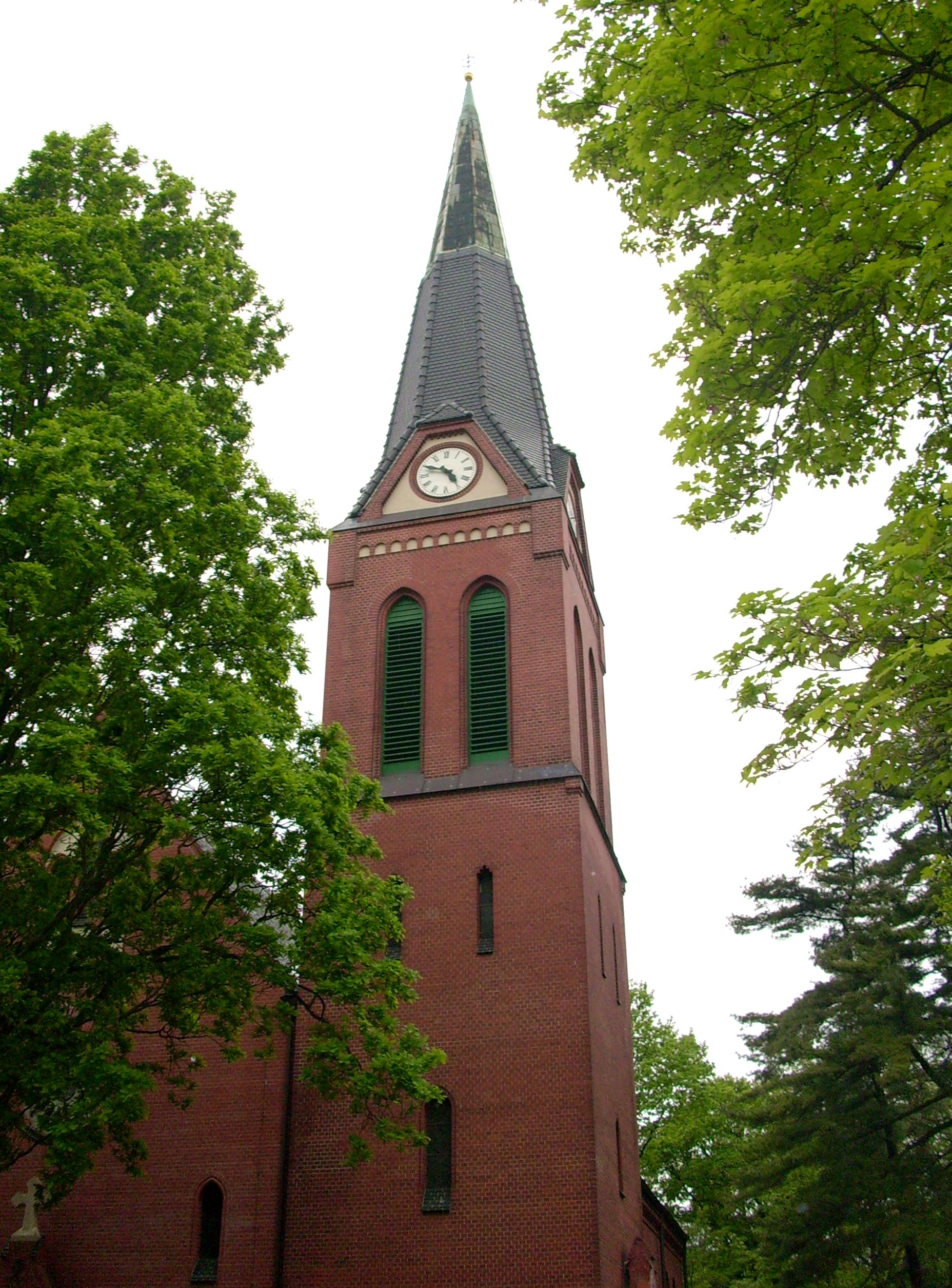
Kerk in Bernsdorf
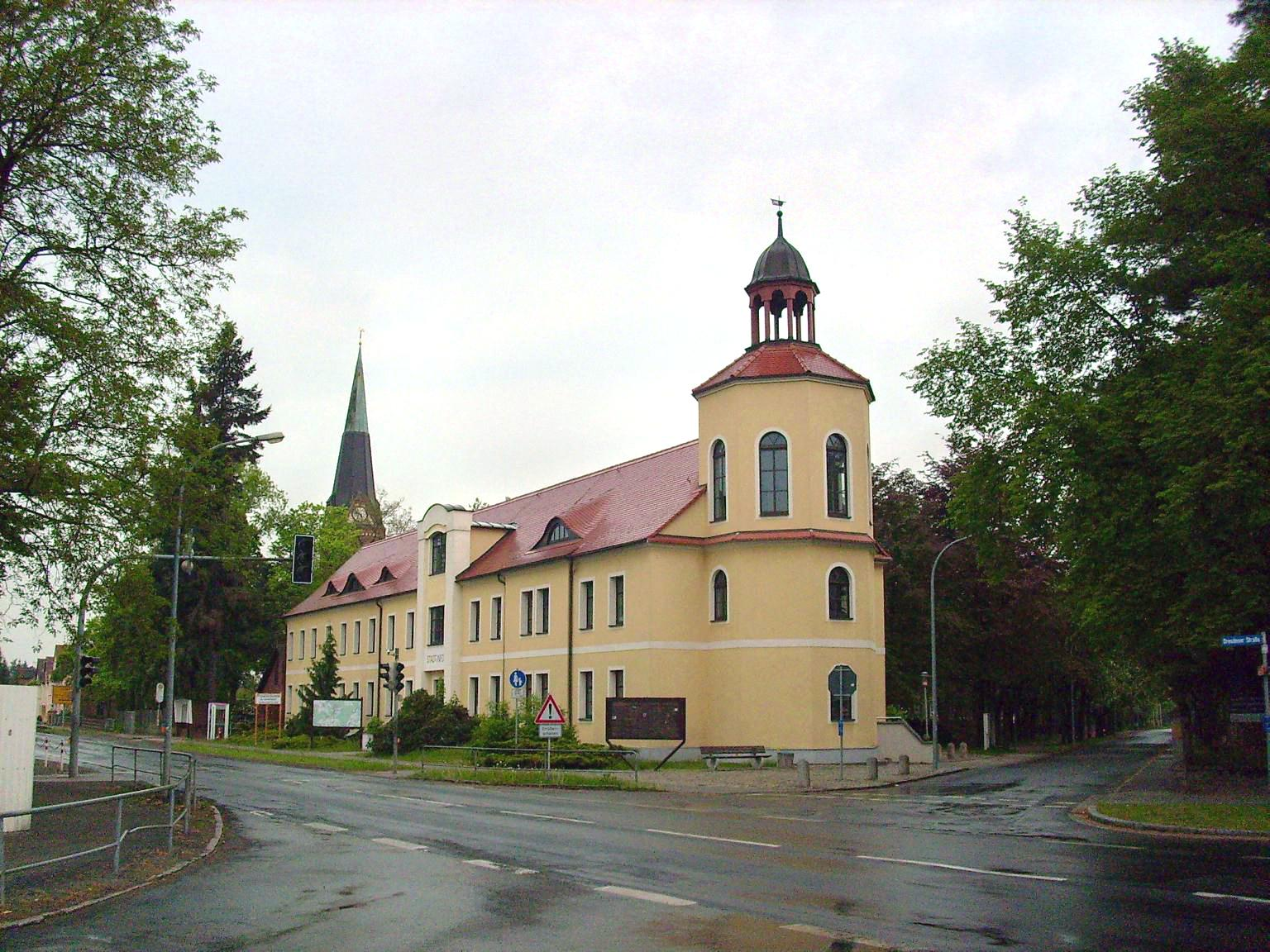
Huis in Bernsdorf

Arnsdorf ·
Bautzen ·
Bernsdorf ·
Bischofswerda ·
Burkau ·
Crostwitz ·
Cunewalde ·
Demitz-Thumitz ·
Doberschau-Gaußig ·
Elsterheide ·
Elstra ·
Frankenthal ·
Göda ·
Großdubrau ·
Großharthau ·
Großnaundorf ·
Großröhrsdorf ·
Großpostwitz ·
Haselbachtal ·
Hochkirch ·
Hoyerswerda ·
Kamenz ·
Königsbrück ·
Königswartha ·
Kubschütz ·
Lauta ·
Laußnitz ·
Lichtenberg ·
Lohsa ·
Malschwitz ·
Nebelschütz ·
Neschwitz ·
Neukirch ·
Neukirch/Lausitz ·
Obergurig ·
Ohorn ·
Ottendorf-Okrilla ·
Oßling ·
Panschwitz-Kuckau ·
Pulsnitz ·
Puschwitz ·
Räckelwitz ·
Radeberg ·
Radibor ·
Ralbitz-Rosenthal ·
Rammenau ·
Schirgiswalde-Kirschau ·
Schmölln-Putzkau ·
Schwepnitz ·
Schönteichen ·
Sohland an der Spree ·
Spreetal ·
Steina ·
Steinigtwolmsdorf ·
Wachau ·
Weißenberg ·
Wiednitz ·
Wilthen ·
Wittichenau